# HAT-P-8b
HAT-P-8bは、ペガスス座の方角に約750光年の位置にある10等級の恒星GSC 02757-01152の周囲を公転する太陽系外惑星である。この惑星は、2008年12月5日にトランジット法で発見された。HAT-P-8bという名前に関わらず、HATネットプロジェクトで発見された11番目の惑星である。質量及び半径は木星の1.5倍程度である。軌道傾斜角が分かっているため、質量は正確に決定できた。木星型惑星で主星の非常に近くを公転するため、数千ケルビンと非常に熱くなり、いわゆる「ホットジュピター」に分類される。この惑星の「1年」はわずか3日と1時間49分54秒である。親星との間の距離は、地球と太陽の間の距離のわずか20.5分の1である。